# Castell de Ross
El castell de Ross (en anglès: Ross Castle; gaèlic: Caisleán an Rois) és un castell situat a la vora del llac Leane, al Parc Nacional de Killarney, pertanyent al comtat de Kerry, Irlanda. El castell va ser la llar del clan O'Donoghue.
El castell de Ross va ser construït a la fi dels anys 1400 pel governant del clan local dels O'Donoghue, encara que la seva possessió va canviar de mans durant la rebel·lió de Desmond dels anys 1569-1583. Va ser un dels últims castells a rendir-se als parlamentaris partidaris d'Oliver Cromwell durant les guerres confederades d'Irlanda i només va poder ser pres quan l'artilleria va ser transportada en embarcacions pel riu Laune.
Es tracta d'una fortalesa típica irlandesa construïda durant l'edat mitjana. La casa-torre tenia barbacanes quadrades a les cantonades oposades diagonalment i acabada amb gruixuts murs. Originàriament, la torre estava envoltada per un bawn quadrangular defensat per torres rodones a les cantonades.
Existeix una llegenda en què es relata que O'Donoghue va saltar o "va ser arrossegat" per la finestra del gran saló de la part més alta del castell i que va desaparèixer en les aigües del llac amb el seu cavall, la seva taula i la seva biblioteca. Es diu que O'Donoghue viu ara en un gran palau al fons del llac, des d'on vigila tot el que veu.
Durant l'estiu, es poden realitzar passeigs amb barca pel llac des del castell de Ross. Alguns dels bots més petits permeten visitar l'illa d'Innisfallen. El castell es troba tant en la ruta de l'anell de Kerry com al Kerry Way, rutes pintoresques per a realitzar amb cotxe i a peu, respectivament.